# Феодот Анкирский
Феодот Анкирский, или Феодот Корчемник (около 303) — святой мученик древней Церкви, пострадавший в начале IV века во время гонения на христиан при древнеримском императоре Диоклетиане (284—305).

## Житие
Согласно с Актами святых жил в III веке в Галатии в городе Анкире. Владел гостиницей и корчмой. Раздавая пищу и питие всюду и у себя питая многих христиан, Феодот уподобил гостиницу свою кораблю Ноеву, спасавшему всех, находившихся в нём, от вод потопа.
Достиг высокого духовного совершенства: соблюдал чистоту и целомудрие, воспитывал в себе воздержание, покорял плоть духу, упражняясь в посте и молитве. Своими богодухновенными учениями и беседами привёл ко Христу многих язычников, побудил раскаяться в грехах многих грешников. За свою благочестивую жизнь святой Феодот получил от Господа дар исцеления недугов. Во время гонения на христиан корчма святого Феодота служила убежищем для гонимых христиан, больницей для больных и местом христианского богослужения. Святой посещал и утешал святых мучеников в темницах и тайно погребал тела святых страдальцев.
Упоминается некий Виктор, ослабший в своём исповедании христианства и получивший большую поддержку от Феодота Анкирского.
В Малосе, недалеко от Анкиры, он нашёл тело мученика Валента и похоронил его по-христиански. Вернувшись в Анкиру, Феодот застал христиан в большой беде. Семь дев: Александра, Текуса, Клавдия, Фаина, Евфрасия, Матрона и Иулия, были вызваны к судьям и доблестно исповедовали свою веру; после чего их отправили в дом разврата, но они сохранили свою чистоту. Затем девы претерпели жестокие мучения и были брошены в море с прикрепленными к их телам камнями.
Согласно легенде, Феодоту удалось вернуть тела и с честью похоронить их. Из-за этого он был схвачен и подвергнут различным истязаниям, так что тело святого представляло собой сплошную язву. Но он, укрепляемый силой Божией, продолжал исповедовать и славить Христа. Затем святой мученик Феодот был усечен мечом. Мученическая кончина его последовала 7 июня 303 или 304 г. Мучители хотели сжечь тело мученика Феодота. Но внезапно поднявшаяся великая буря устрашила их.
Его тело было чудесным образом доставлено в Малос и там с честью погребено священником Фронтоном. Впоследствии здесь была построена церковь во имя св. мученика Феодота.

## Почитание
Царь Борис Годунов по прямому имени был Богдан — славянская форма греческого имени «Феодот» и имел святого Феодота в качестве небесного покровителя, с чем связано почитание его на Руси на рубеже 16—17 веков.
- Прокопий Чирин (?). Семейная икона Годуновых: свв. Феодот Анкирский, князья Борис и Глеб (Борис Годунов), Ксения Римляныня (Ксения Годунова), Мария Магдалина (Мария Годунова) (кон. XVI — нач. XVII в., ГТГ
- Прокопий Чирин. Аналогично. ГТГ
- Аналогично, Псковский музей-заповедник